# Mościc z Wielkiego Koźmina

herb Ostoja

Mościc z Wielkiego Koźmina z rodu Ostoja – wojewoda poznański 1242–1252. Był pierwszym znanym wojewodą wywodzącym się z tego rodu. Syn jego pojął córkę Kmity Sobieńskiego, która w posagu wniosła posiadłości Rzeszów, Dynów i inne.